# Austrian International 1992
Die Austrian International 1992 fanden vom 23. bis zum 26. April 1992 im Sportcomplex Sacre Coeur in Pressbaum statt. Es war die 22. Austragung dieser offenen internationalen Meisterschaften von Österreich im Badminton.

## Sieger und Platzierte
| Disziplin    | Gold                              | Silber                                 | Bronze                                    |
| ------------ | --------------------------------- | -------------------------------------- | ----------------------------------------- |
| Herreneinzel | Andrei Antropow                   | Rajeev Bagga                           | Oliver Pongratz                           |
| Herreneinzel | Andrei Antropow                   | Rajeev Bagga                           | Michael Søgaard                           |
| Dameneinzel  | Joanne Muggeridge                 | Jelena Rybkina                         | Helen Troke                               |
| Dameneinzel  | Joanne Muggeridge                 | Jelena Rybkina                         | Irina Serova                              |
| Herrendoppel | Andy Goode Chris Hunt             | Michael Keck Robert Neumann            | Árni Þór Hallgrímsson Broddi Kristjánsson |
| Herrendoppel | Andy Goode Chris Hunt             | Michael Keck Robert Neumann            | Jerzy Dołhan Jacek Hankiewicz             |
| Damendoppel  | Natalja Iwanowa Julija Martynenko | Andrea Findhammer Anne-Katrin Seid     | Linda French Joy Kitzmiller               |
| Damendoppel  | Natalja Iwanowa Julija Martynenko | Andrea Findhammer Anne-Katrin Seid     | Neli Boteva Diana Koleva                  |
| Mixed        | Simon Archer Marianne Rasmussen   | Nicklas Johansson Jessica Reinholdsson | Ingela Freiman Mikael Nilsson             |
| Mixed        | Simon Archer Marianne Rasmussen   | Nicklas Johansson Jessica Reinholdsson | Julija Martynenko Pawel Uwarow            |

## Finalergebnisse
| Disziplin    | Sieger                            | Finalist                               | Ergebnis           |
| ------------ | --------------------------------- | -------------------------------------- | ------------------ |
| Herreneinzel | Andrei Antropow                   | Rajeev Bagga                           | 15-12 10-0 Aufgabe |
| Dameneinzel  | Joanne Muggeridge                 | Jelena Rybkina                         | 11-5 12-9          |
| Herrendoppel | Andy Goode Chris Hunt             | Michael Keck Robert Neumann            | 15-5 15-10         |
| Damendoppel  | Natalja Iwanowa Julija Martynenko | Andrea Findhammer Anne-Katrin Seid     | 15-5 15-7          |
| Mixed        | Simon Archer Maria Rasmussen      | Nicklas Johansson Jessica Reinholdsson | 15-3 15-2          |